# Taxithelium deningeri
Taxithelium deningeri är en bladmossart som beskrevs av Theodor Carl Karl Julius Herzog 1919. Taxithelium deningeri ingår i släktet Taxithelium och familjen Sematophyllaceae. Inga underarter finns listade i Catalogue of Life.